# أبو علي فارمدي

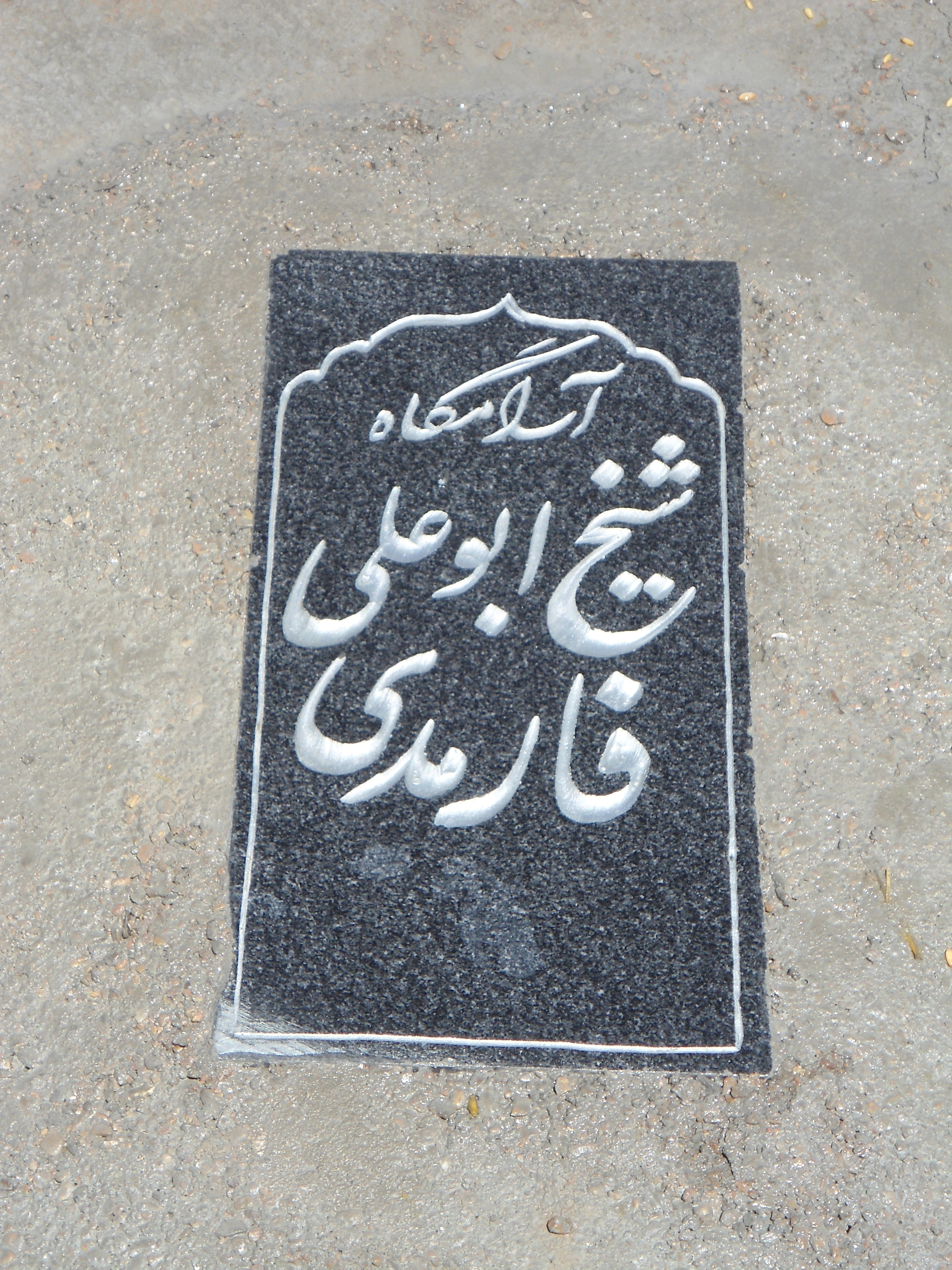
ضريح شيخ أبو علي فارمدي

أبو علي فارمدي (407 - 477 هـ) هو صوفي، ولد في فارمد، قرب طوس.
اسمه الحقيقي الشيخ فضل بن محمد فارمدي، كنيته أبو علي، ولد في فارمد سنة 407 هـ، ثم سكن النيشابور، وكان سيد عظيمة من الصوفية في القرن الرابع الهجري. وكان من مريدي أبو الحسن الخرقاني. عاصر أبو حامد الغزالي، وأبو عبد الله بن باكو شيرازي. توفي في طوس سنة 477 هـ، ووفقا لبعض المصادر فقد توفي في 511 هـ؛ وهو مدفون قرب قريته فارمد حوالي 20 كيلومتراً شمال مدينة مشهد في شمال غرب إيران۔